# 시장세분화
시장세분화(market segmentation)는 소비자수요를 종합적인 것으로 취급하는 것이 아니라, 시장은 상호 유사한 몇 개의 세분(細分：segment)으로 구성되어 있다고 생각하여 각각의 세분시장에 가장 적합한 제품을 제공하려는 것이다. 이런 의미에서 전술한 제품차별화는 시장수요를 적합하게 하려는 경향을 갖는 데 반하여 시장세분화는 시장세분의 필요와 욕구에 제품을 적합시키려는 것으로서 제품차별화는 전적으로 고압적이라고 하는 것은 적당치 않겠으나 한층 유화적 소비자 지향적인 정책이라고도 할 수 있겠다. 따라서 시장세분화를 추진해 가면 대개 규모의 경제성도 얻으려 하게 되므로 이 정책은 필연적으로 제품다양화와 결부된다.

## 시장세분화전략
소비자 수요의 이질성에 따라 일반시장을 여러 개의 세분시장(細分市場)으로 분할하는 것을 말한다. 이의 목적은 이들 시장에 적합한 제품을 개발하고, 그런 제품을 전제로 하는 차별적 마케팅을 하거나 혹은 1세분시장만을 중심으로 하는 집중적 마케팅을 하려는 데 있다. 이때 시장을 세분화하는 일반적 기준으로는 소비자의 지리적 분포·소득계층·연령·성별·가족구성·직업·생활관습 등과 같은 지리적·사회경제적 기준이 중심이 되나, 최근에는 소비자 행동이나 구매행동을 기준으로 하는 경우가 있다.

## 같이 보기
- 행동적 타게팅
- 마케팅 전략
- 틈새시장
- 페르소나 (방법론)
- 포지셔닝
- 가격 차별
- 제품 차별화
- 타겟 광고